# Théâtre romain de Mérida

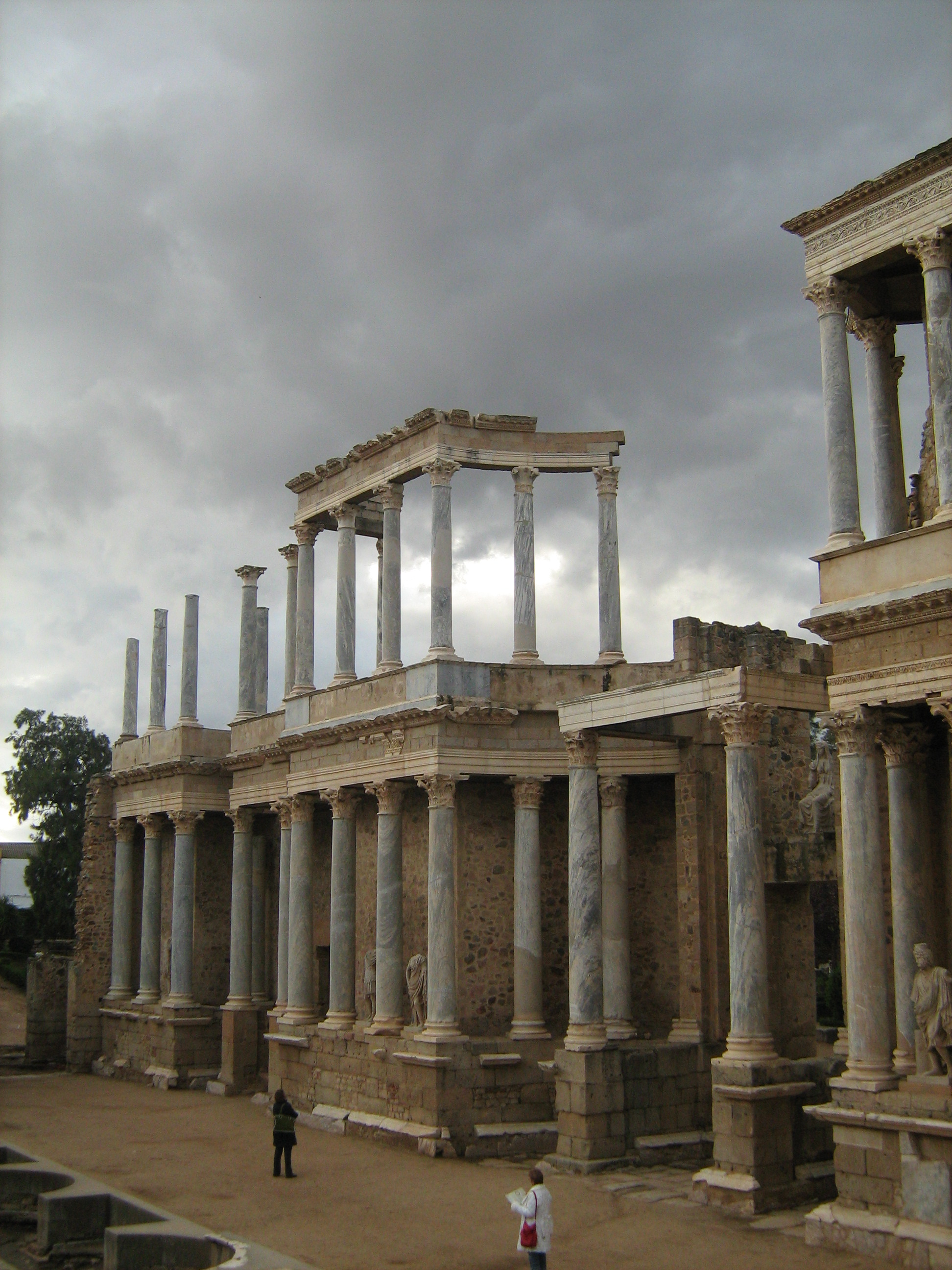
Les colonnes corinthiennes qui soutiennent une partie de la structure

Le théâtre romain de Mérida est un théâtre antique de la ville espagnole de Mérida, en Estrémadure (sud-ouest de l'Espagne), construit en 15-16 av. J.-C.,, sur ordre de Marcus Vipsanius Agrippa,. Comptant parmi les théâtres romains les mieux préservés au monde, il est inscrit - avec l'amphithéâtre romain attenant - au patrimoine mondial de l'UNESCO.
Il est toujours utilisé pour des représentations classiques, notamment lors du Festival de Teatro Clásico, qui a lieu chaque été depuis 1933 et qui est visité par environ 100 000 touristes par an,.

## Historique
Plusieurs écrivains du Moyen-âge mentionnent le théâtre et sa stature imposante (Miguel de Luna, Pedro del Corral, Pedro Medina, Rassis). D'abord partiellement détruit par les Barbares, le théâtre subit ruines et pillages dans les siècles qui suivent. Les troupes de Philippe III sont venus y récupérer des pierres pour construire le pont du Guadiana.
Au milieu du XVIIe siècle, des premières fouilles ont lieu sous la direction de Luis Velasquez (marquis de Valdeflores). Un archéologue portugais, Manuel Villa, découvre ensuite l'inscription donnant la date de construction.
La première description détaillée du théâtre est récente, effectuée par Alexandre de Laborde au XIXe siècle, époque durant laquelle le théâtre accueille des courses de taureaux. En septembre 1910, D.J. Ramon Melida lance une campagne de fouilles prolongées. Les équipes enregistrent alors les dimensions du théâtre : 86 mètres d'est en ouest pour un rayon de 69 mètres. En 1914, une petite basilique chrétienne est découverte près de la grande entrée.

## Localisation
Le théâtre romain de Mérida est situé au sud de l'amphithéâtre romain et à proximité d'autres monuments de la ville, tels que le Museo Nacional de Arte Romano, le Museo de Arte Visigodo ou l'Arc de Trajan.

## Description
Le théâtre a un diamètre de 95 mètres, et peut accueillir environ 6 000 personnes,.
La scène, qui est due à un remaniement de la fin du Ier ou du début du IIe siècle, a été reconstituée pour deux rangées de colonnes corinthiennes. L'orchestre est composé d'un demi-cercle de 30 mètres de diamètre.
Derrière le théâtre, il y a un jardin.

## Histoire

### Fouilles
Entre 1910 et 1915, des fouilles ont été entreprises, pour mettre en lumière la structure, sous la direction de l' archéologue José Ramón Mélida Alinari.

## Galerie

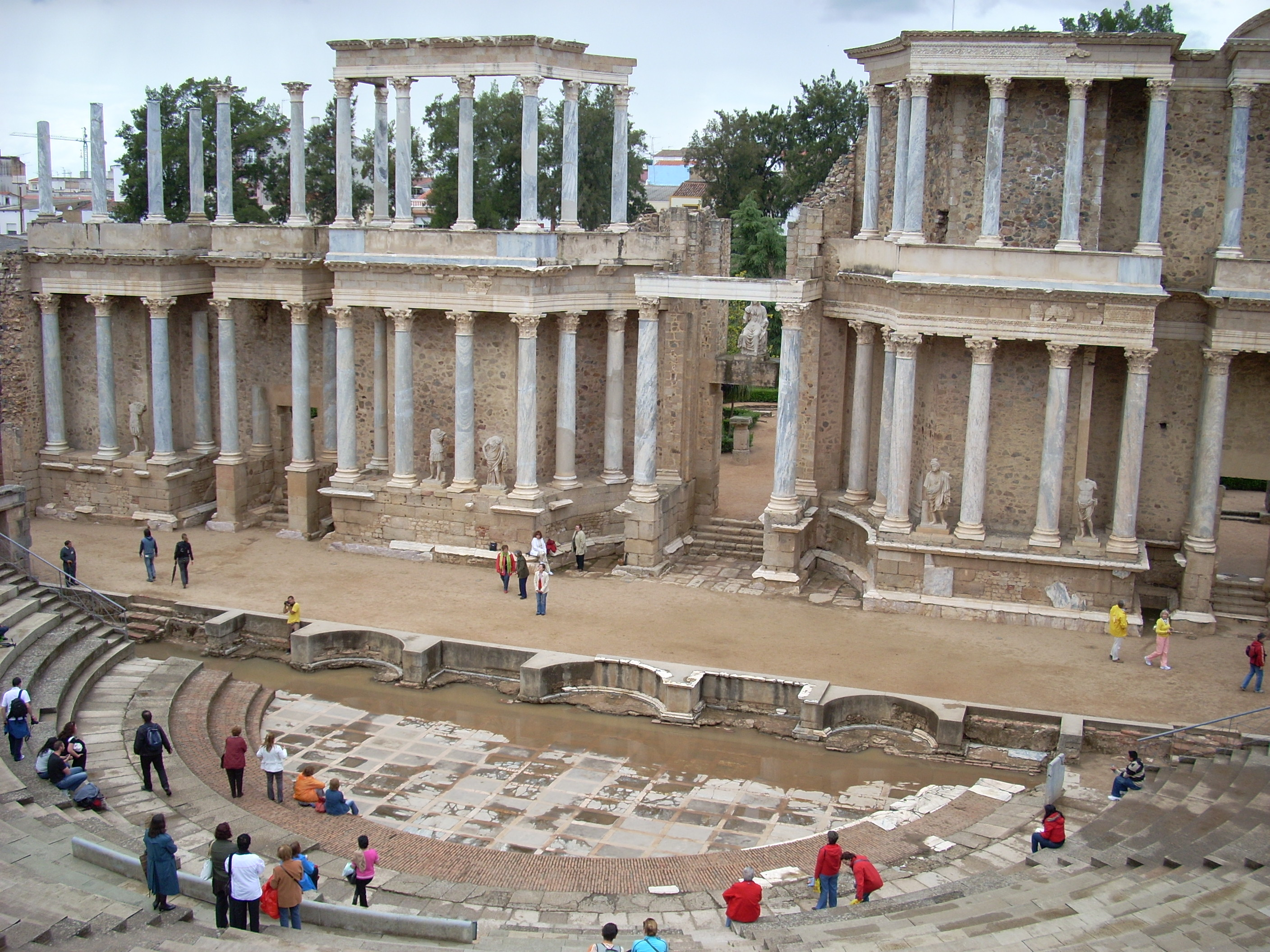
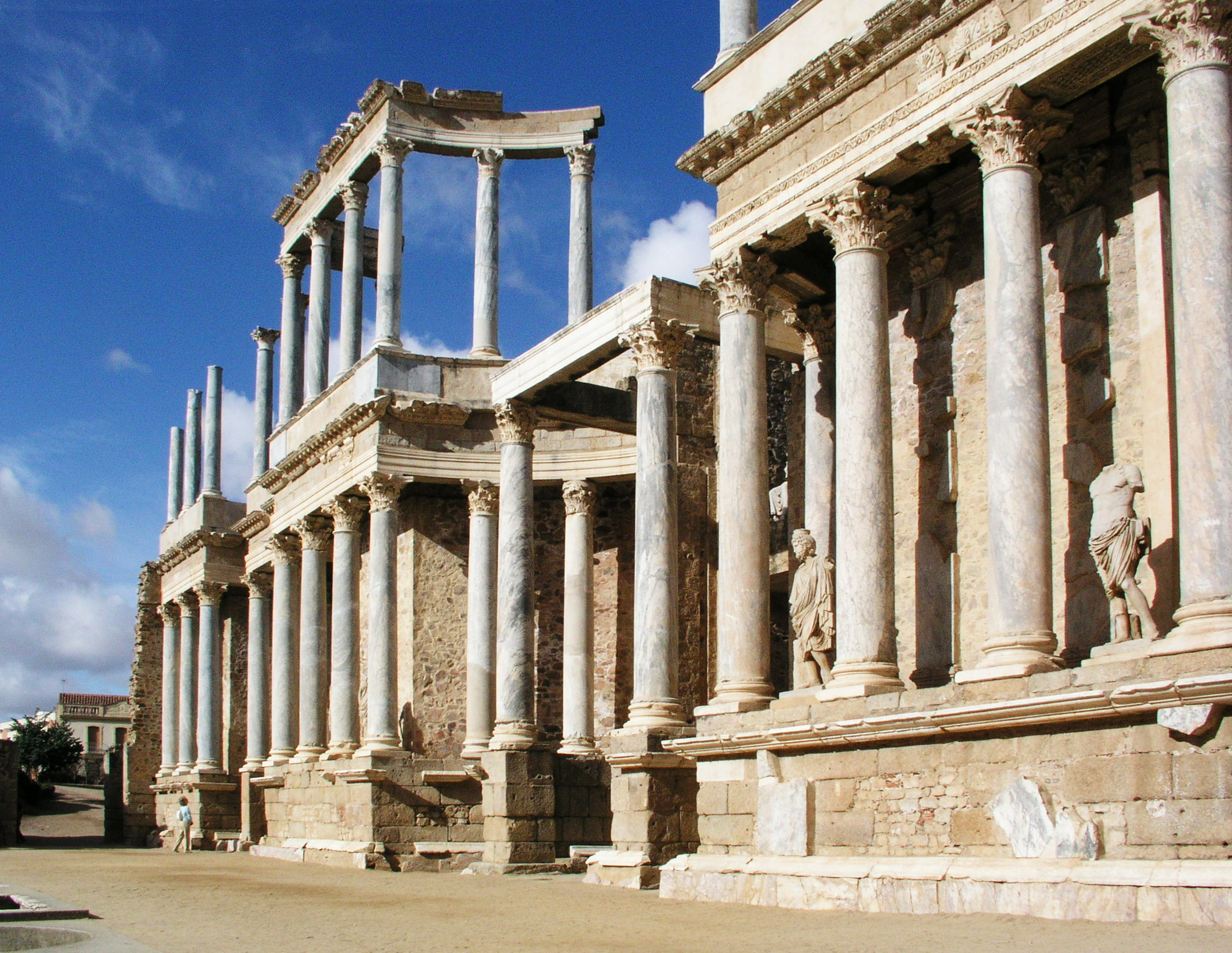
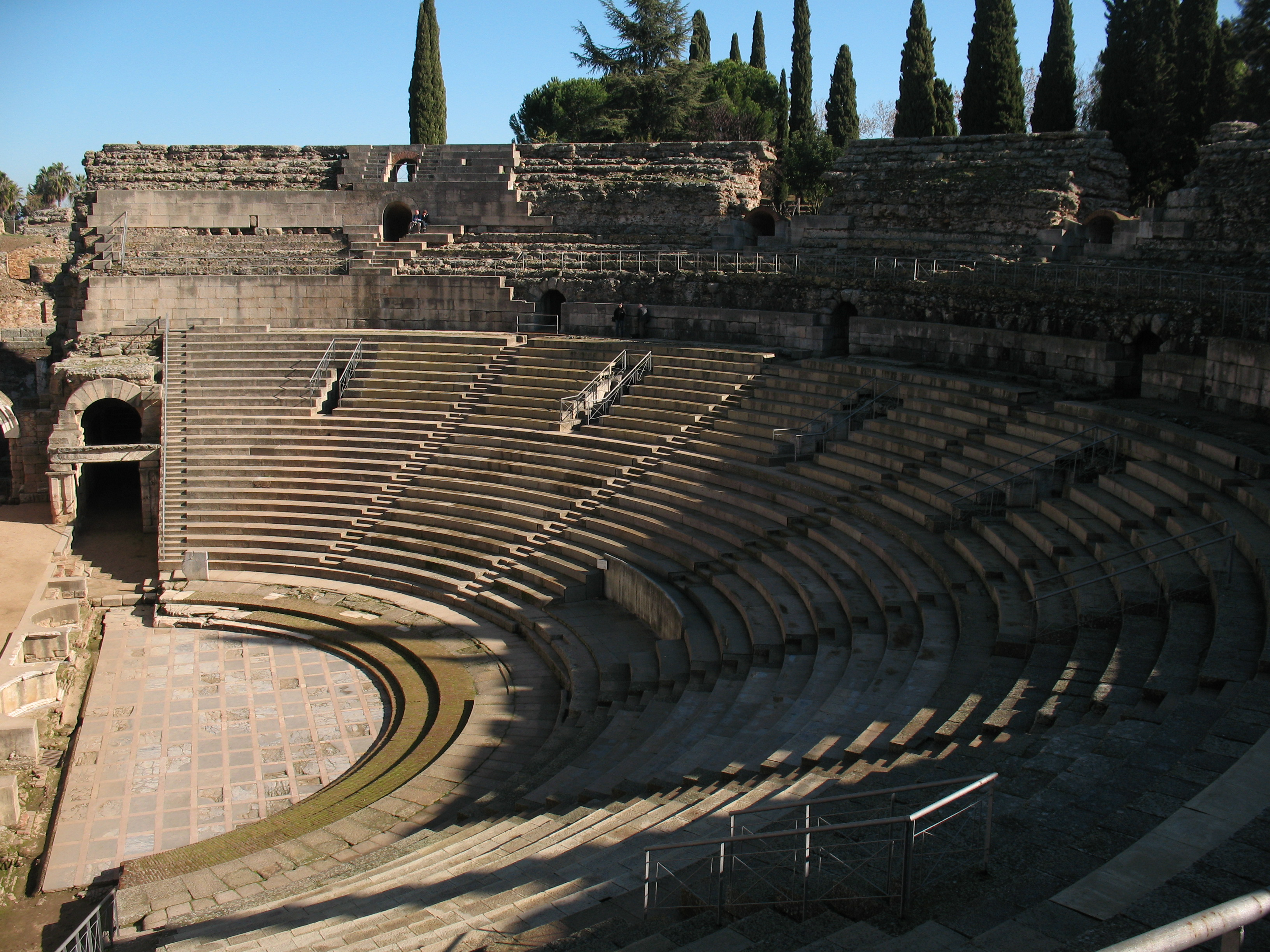
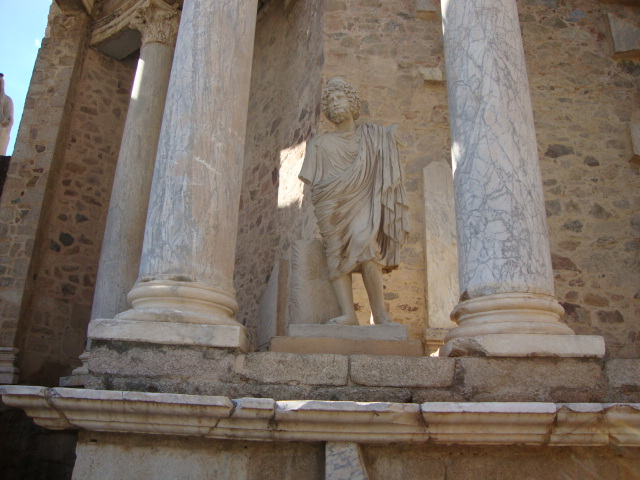
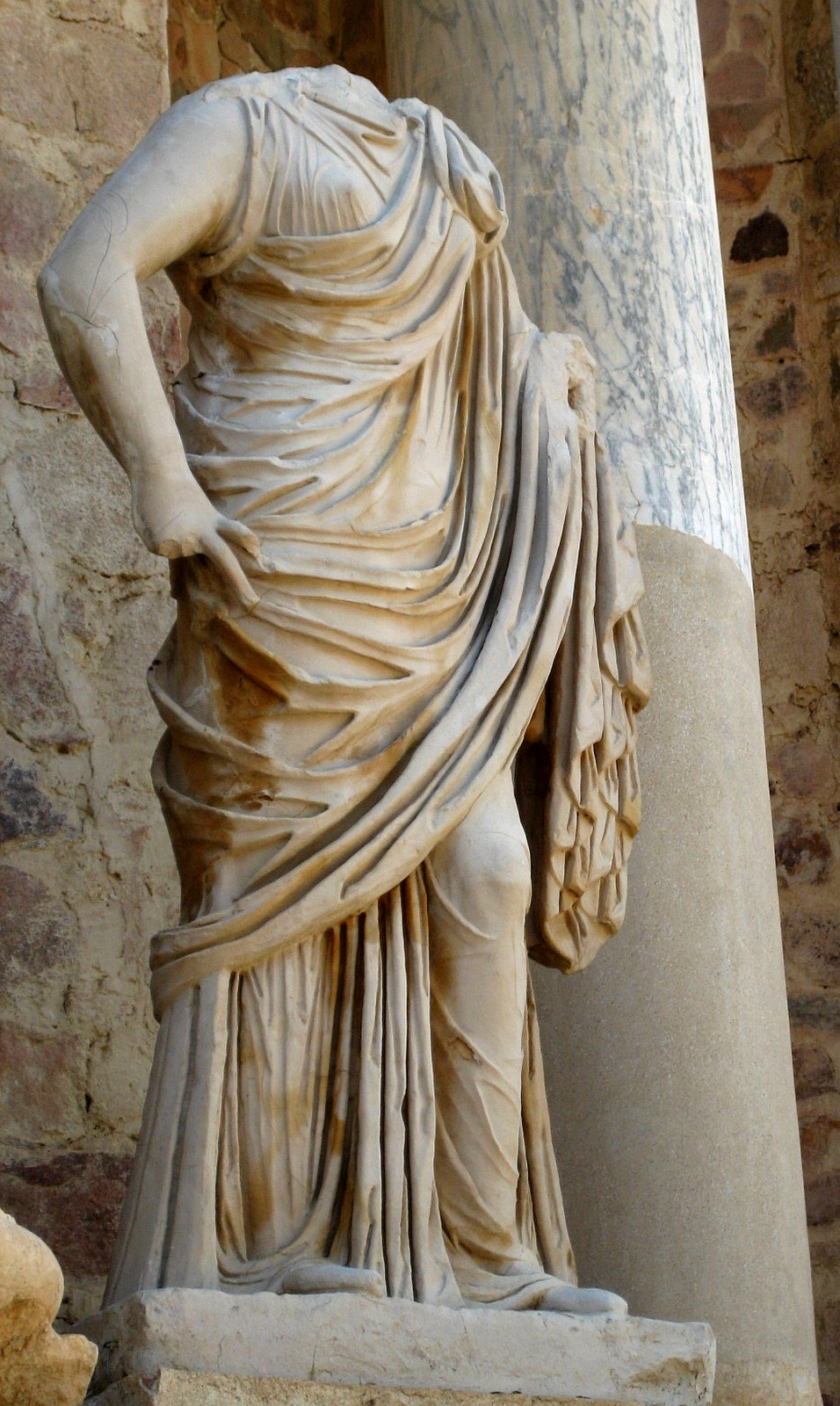
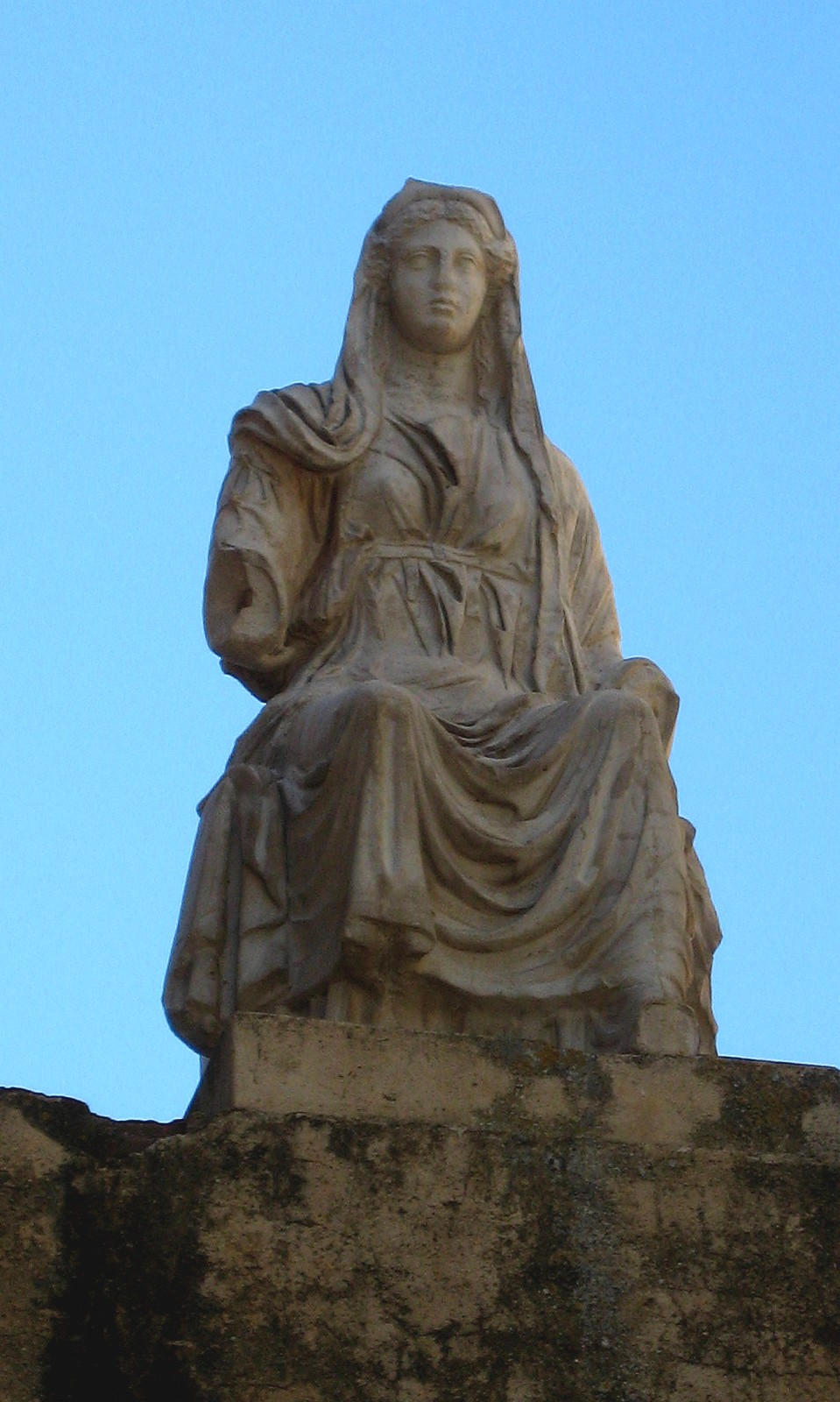